# Peperomia epidendron
Peperomia epidendron är en pepparväxtart som beskrevs av C. Dc.. Peperomia epidendron ingår i släktet peperomior, och familjen pepparväxter. Inga underarter finns listade i Catalogue of Life.